# Palazzo dell'Antica Cancelleria

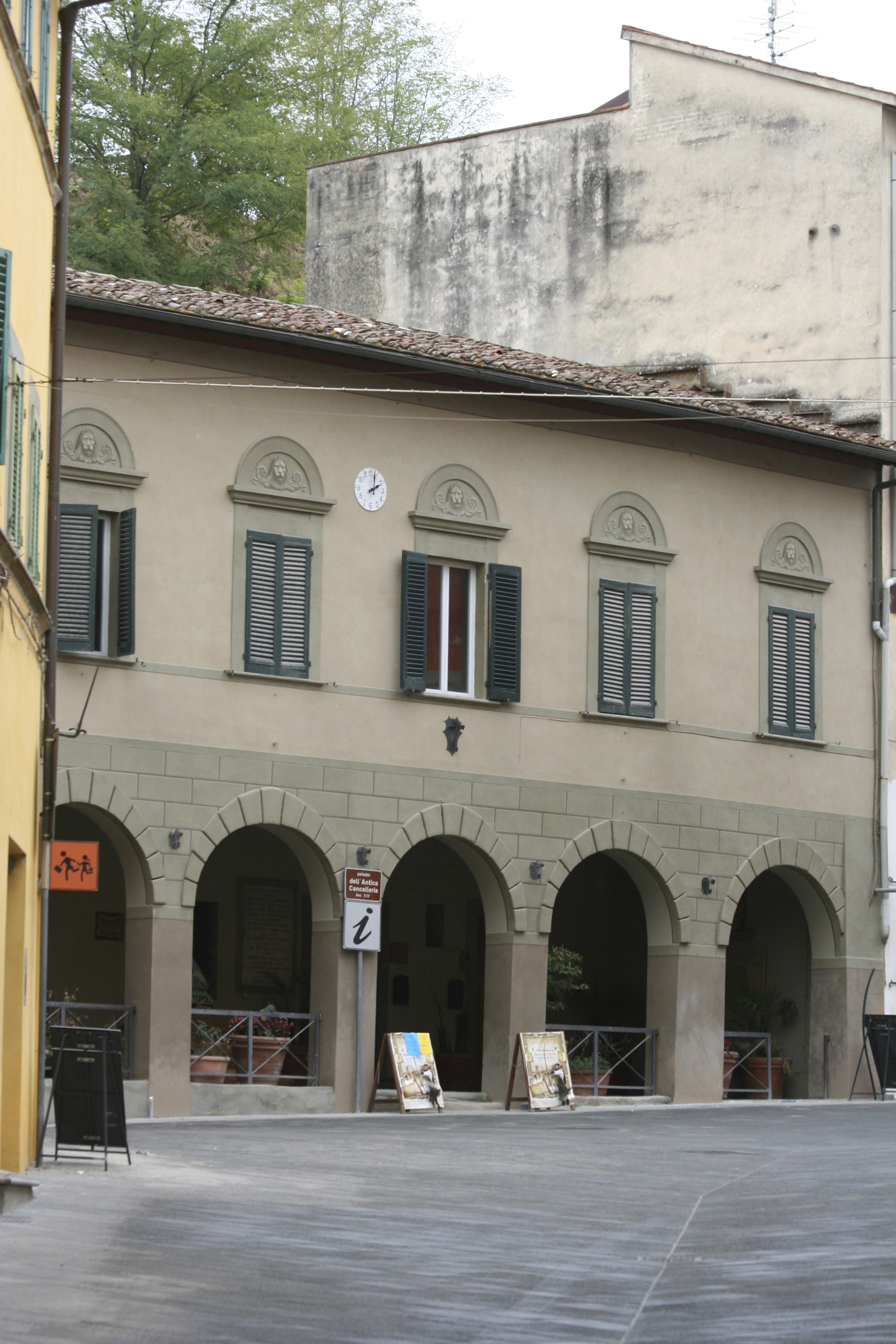
Palazzo dell'Antica Cancelleria, Montopoli V/A (Pi)

Il palazzo dell'Antica Cancelleria di Montopoli in Val d'Arno è un antico palazzo, che era sede dell'ufficio dove si gestivano gli affari pubblici.
Sotto il loggiato si trovava un affresco (ora conservato nel Museo civico di palazzo Guicciardini) raffigurante la Madonna col Bambino che venne staccato nel 1974 a causa delle pessime condizioni di conservazione. L'opera, risalente ai primi anni del Quattrocento, risentirebbe ancora degli influssi della cultura artistica fiorentina del Trecento.

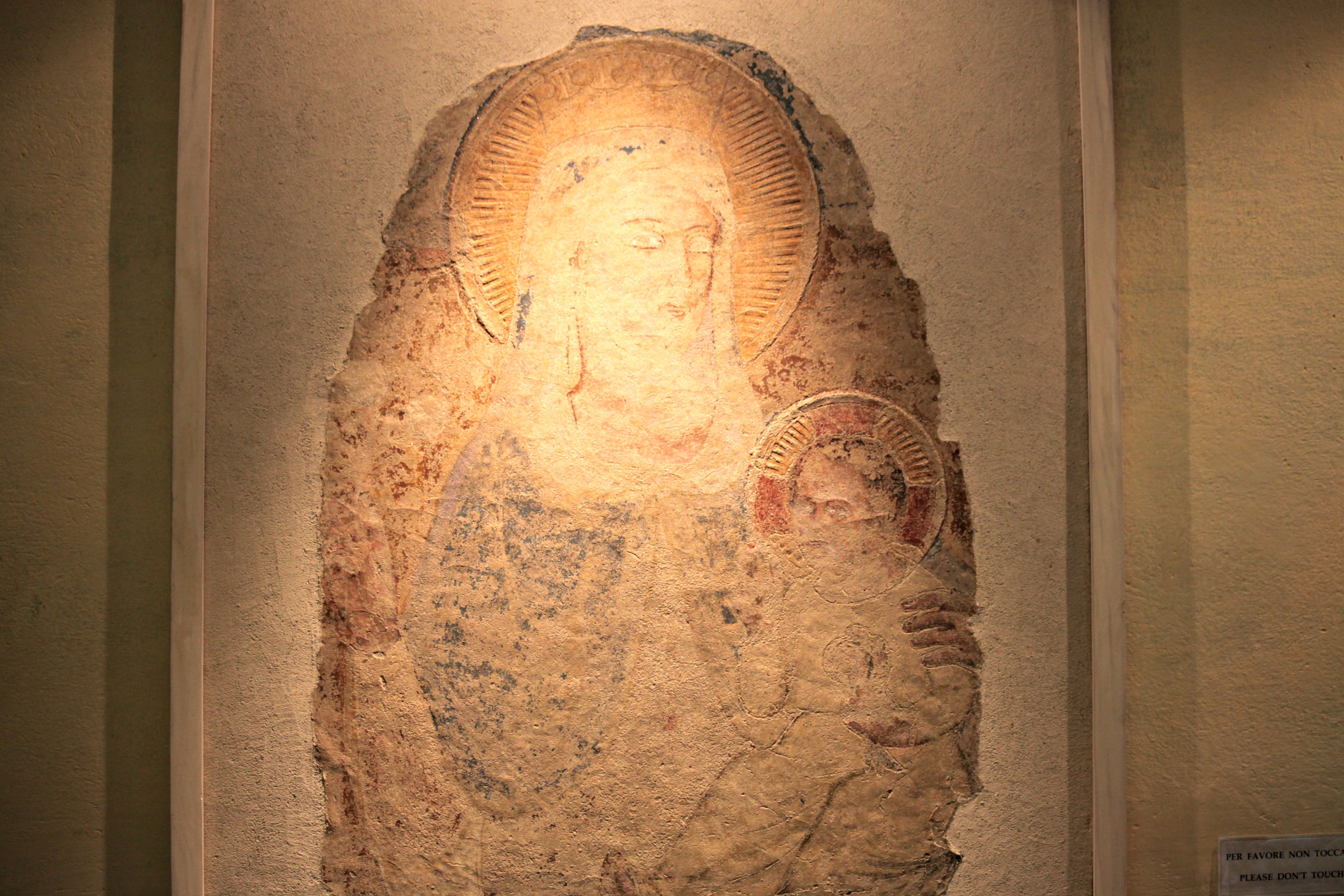
Madonna col Bambino, oggi conservato al Museo Civico Palazzo Guicciardini